# Chris Corsano

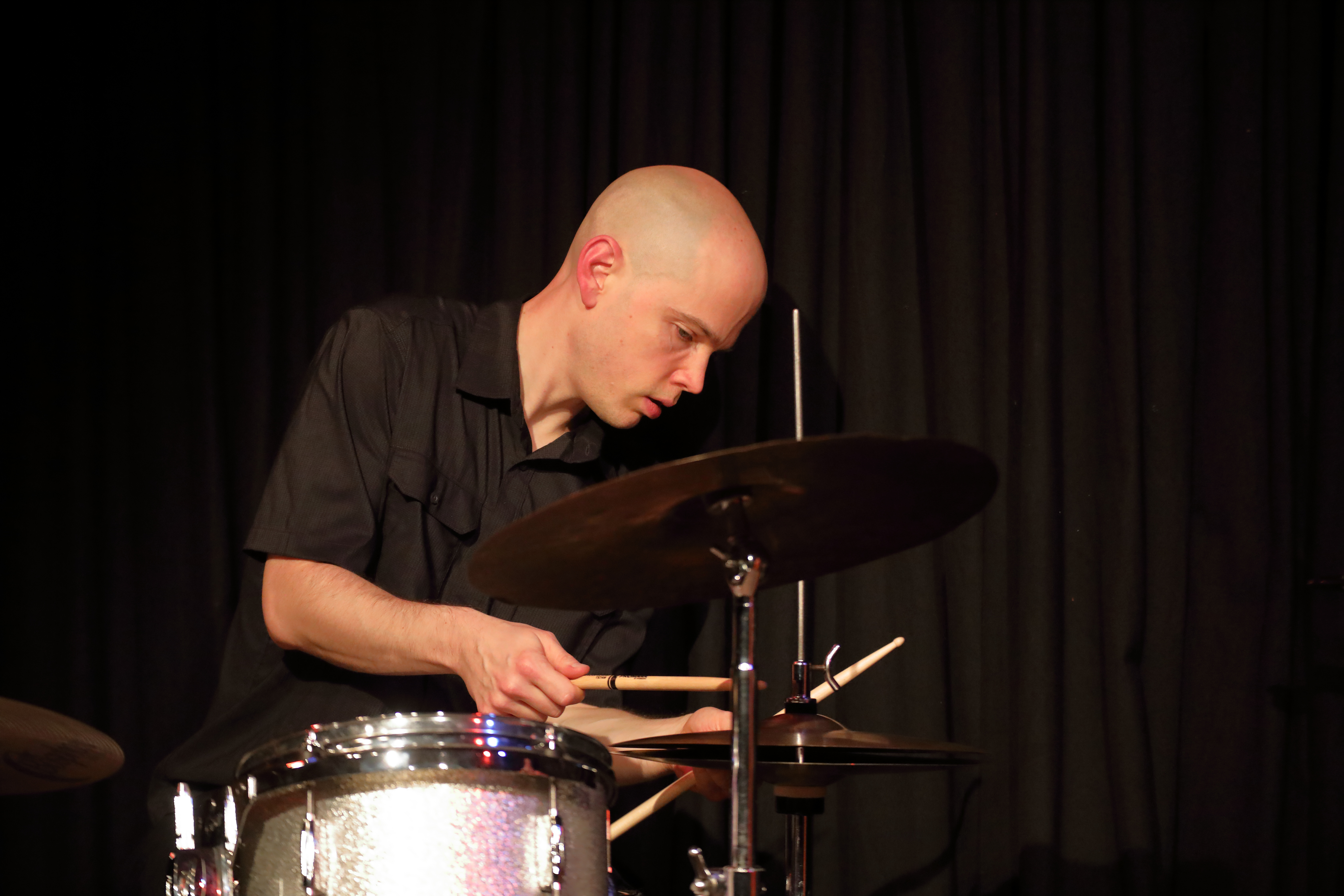
Mit dem Rodrigo Amado This Is Our Language 4TET im Club W71, 2019

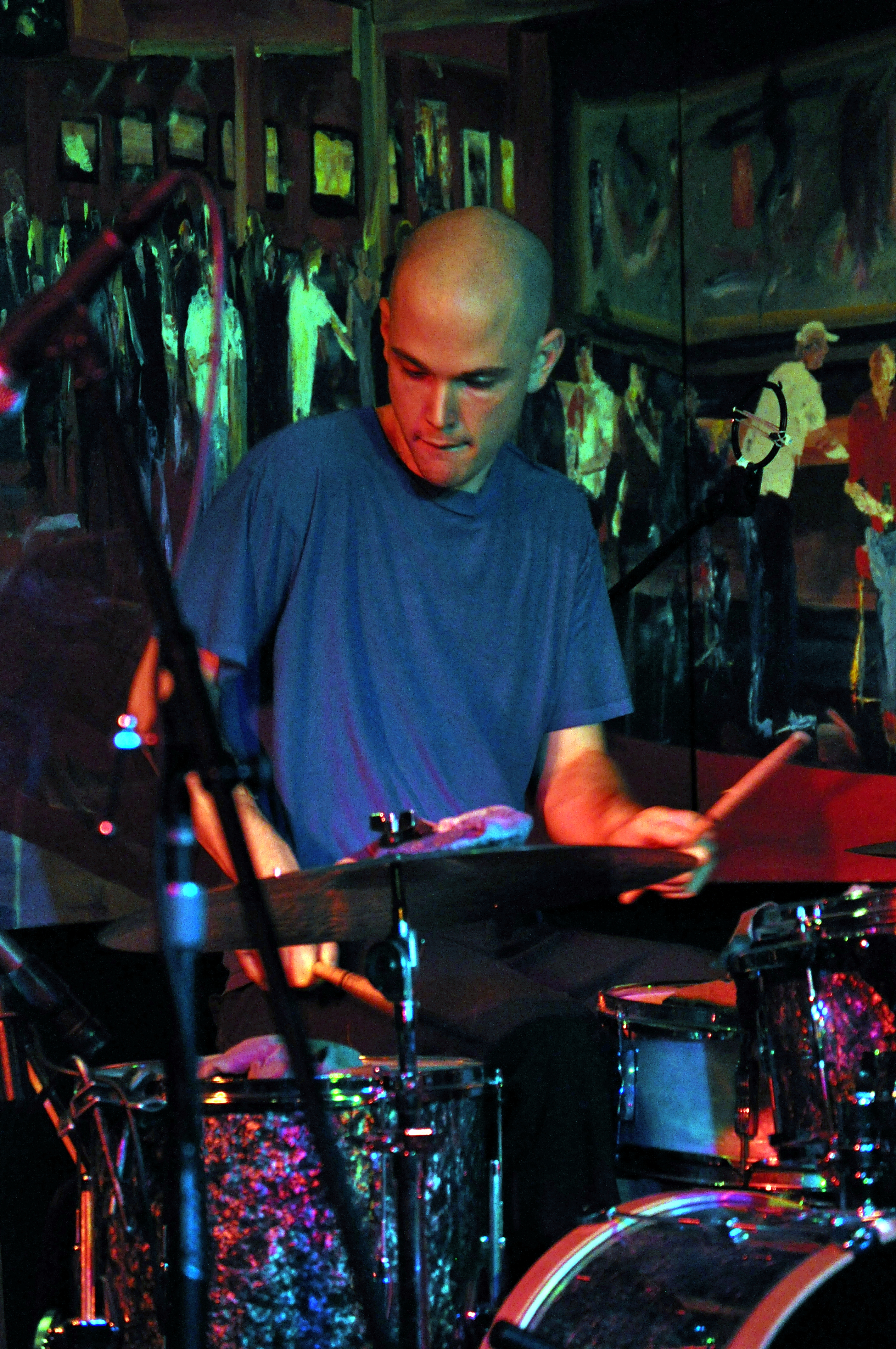
Chris Corsano bei einem Konzert im Sunset Tavern in Ballard, Seattle 2009. Foto: Joe Mabel

Chris Corsano (* 1975) ist ein US-amerikanischer Rock, Jazz- und Improvisationsmusiker (Schlagzeug).

## Leben
Corsano wuchs in New Jersey auf und begann seine Karriere als Rockmusiker und spielte Punk während seiner Highschoolzeit, bevor er sich im Laufe seines Studiums am Hampshire College in Amherst, Massachusetts mit Improvisationsmusik beschäftigte. Dort spielte er in der Band 13 Gauge mit dem Gitarristen Aaron Mullan, 1996 in der No-Neck Blues Band, mit Harry Pussy und dem Flaherty-Colburne Quintet um Paul Flaherty. In den folgenden Jahren lebte er in New York City, Edinburgh und Manchester. In Japan entstanden 2005 mehrere Alben mit Jim O’Rourke und Darin Gray, außerdem mit Akira Sakata (Friendly Pants, 2006). Es folgte eine Reihe von Soloaufnahmen Corsanos, wie The Young Cricketer (2006) und Blood Pressure. Ab 2007 arbeitete er mit der Sängerin Björk (Volta), ferner mit der Formation Six Organs of Admittance von Matt Valentine und Erika Elder. Im Bereich des Jazz war er zwischen 2000 und 2019 an 47 Aufnahmesessions beteiligt, u. a. mit Nels Cline, Paul Dunmall, John Edwards, Joe McPhee, Evan Parker, Wally Shoup und Nate Wooley, Rodrigo Amado und Ken Vandermark. Zu hören ist er auf Satoko Fujiis Album Hyaku: One Hundred Dreams (2022).

## Diskographische Hinweise
- Cold Bleak Heat: It's Magnificent But It Isn't War (2003), mit Paul Flaherty, Matt Heyner, Greg Kelley
- Nels Cline, Wally Shoup, Chris Corsano: Immolation/Immersion (2005)
- Evan Parker/John Edwards/Chris Corsano: A Glancing Blow (Clean Feed Records, 2006)
- Paul Dunmall/Chris Corsano: Identical Sunsets (ESP-Disk, 2008)
- Nate Wooley: Seven Storey Mountain II (Important, 2009)
- Sych: Lunar Roulette (Strange Attractors 2010), mit Wally Shoup, Bill Horist, C. Spencer Yeh
- Joe McPhee: Under a Double Moon (Roaratorio, 2010)
- Chris Corsano / Sylvie Courvoisier / Nate Wooley: Salt Task (2017)
- Rodrigo Amado, Joe McPhee, Kent Kessler & Chris Corsano: A History of Nothing (2018)
- Steve Baczkowski / Brandon Lopez / Chris Corsano: Old Smoke (Relative Pitch, 2019)
- Rodrigo Amado & Chris Corsano: No Place to Fall (Astral Spirits, 2019)
- From Wolves to Whales: Strandwal (2019)
- Mette Rasmussen, Paul Flaherty, Zach Rowden, Chris Corsano: Crying in Space (Relative Pitch, 2022)
- Florian Stoffner,  John Butcher, Chris Corsano: Braids (Ezz-thetics, 2023)
- John Butcher / Florian Stoffner / Chris Corsano: The Glass Changes Shape (2024)